# Weinsberger Tal

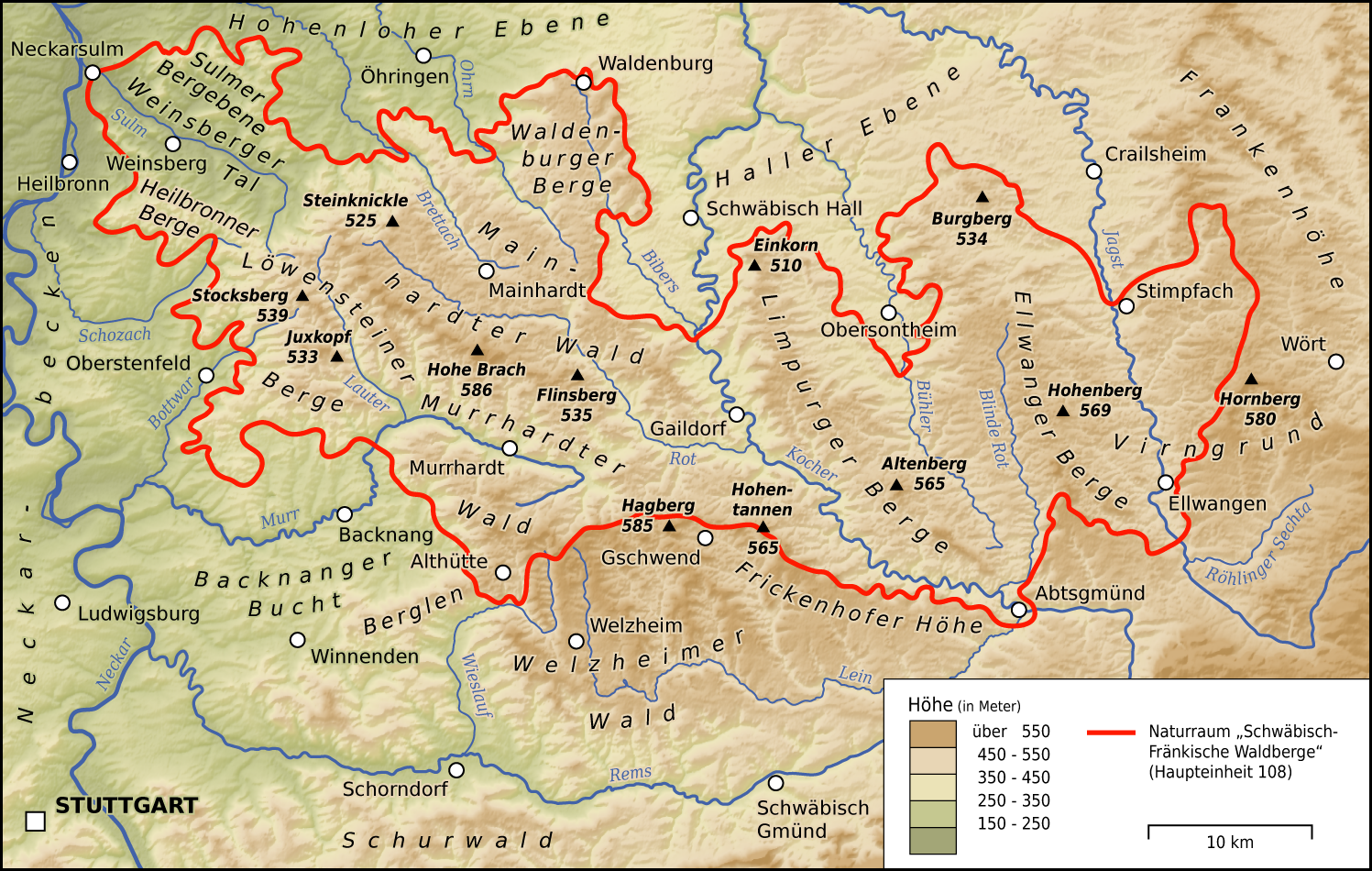
Das Weinsberger Tal im Nordwesten des
Naturraums Schwäbisch-Fränkische Waldberge

Das Weinsberger Tal, auch Sulmtal genannt, ist eine Landschaft im Osten des Landkreises Heilbronn in Baden-Württemberg. In der naturräumlichen Gliederung Deutschlands ist es die naturräumliche Teileinheit Nr. 108.12 der Schwäbisch-Fränkischen Waldberge im Schwäbischen Keuper-Lias-Land.

## Geographische Lage

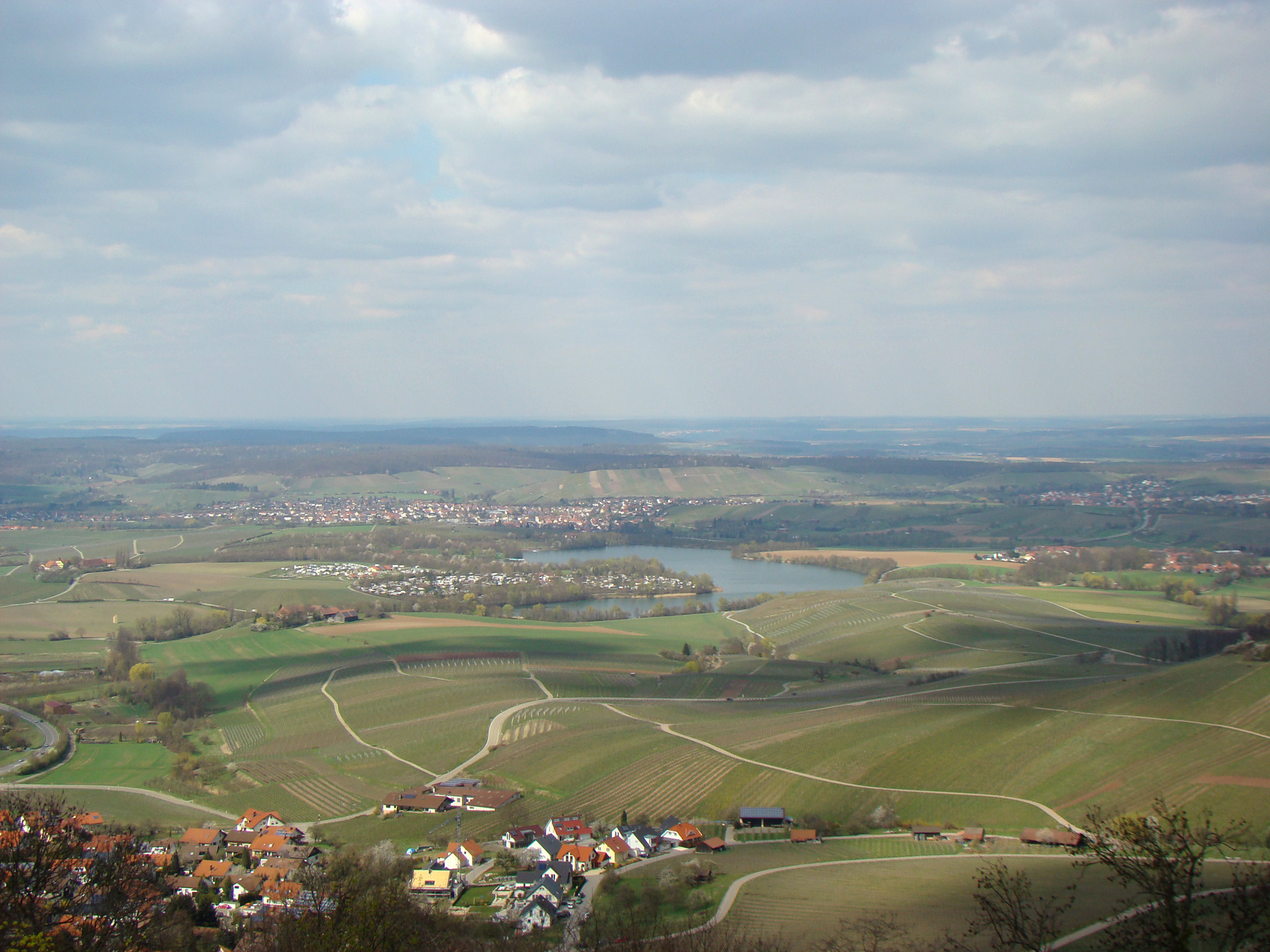
Breitenauer See

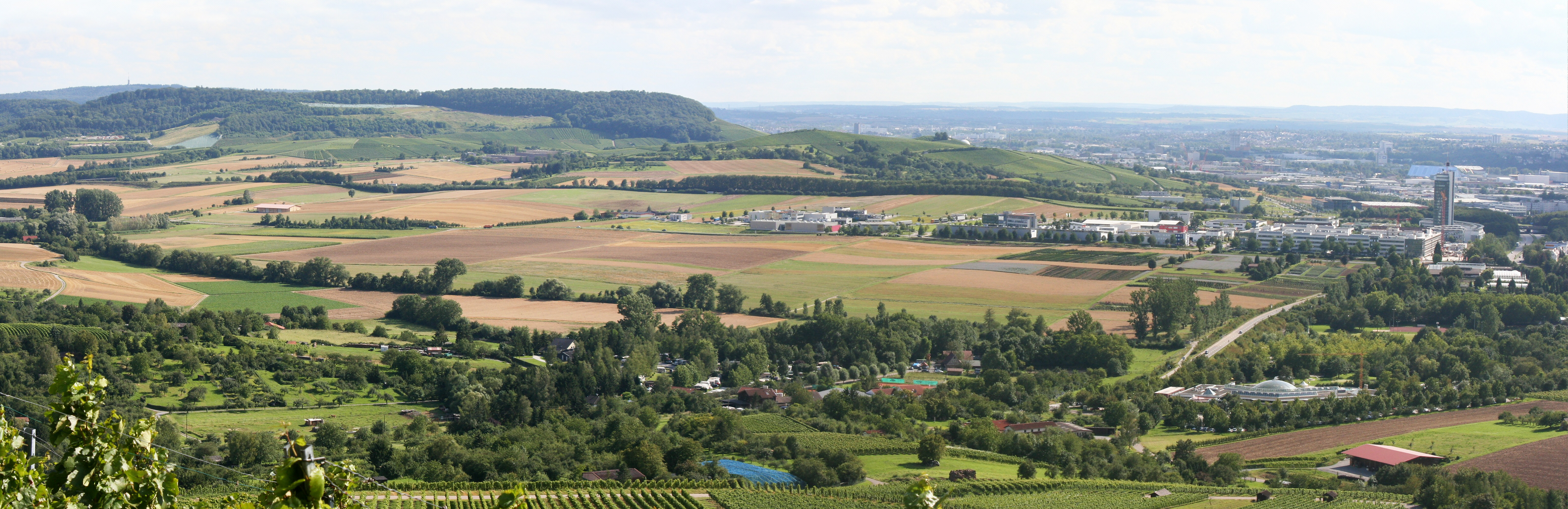
Panorama zwischen Neckarsulm und Erlenbach

Das Weinsberger Tal liegt im Nordwesten der Schwäbisch-Fränkischen Waldberge rund 40 km nördlich von Stuttgart und 60 km südöstlich von Heidelberg. Namengebend ist die etwa 5 km (je Luftlinie) ostnordöstlich von Heilbronn gelegene Stadt Weinsberg, durch deren Gebiet die Sulm als rechter Nebenfluss des Neckars fließt. Es zählt zum Bereich des württembergischen Unterlandes im Weinbaugebiet Württemberg.
Die Sulm fließt am Fuße des Hauptorts Löwenstein am oberen Talende vorbei durch dessen Stadtgemarkung und danach durch einige Teilorte der Gemeinde Obersulm. Darunter liegt Ellhofen am Ufer, anschließend durchquert die Sulm das Stadtgebiet von Weinsberg. Letzte zwei Talorte sind Erlenbach sowie Neckarsulm am Talausgang vor der Mündung der Sulm in den Neckar.
Tal und nahe Umgebung sind eine recht breite Mulde, eingerahmt von den meist bewaldeten Löwensteiner Berge im Naturpark Schwäbisch-Fränkischer Wald und ihren Ausläufern, den Heilbronner Bergen, im Süden und der Sulmer Bergebene im Norden. Im Tal liegen auch noch Lehrensteinsfeld am Südrand vor dem steilen Berganstieg, die Stadt Weinsberg im linken Nebental des Stadtseebachs und Eberstadt im rechten des Eberbachs.

## Tourismus
Die Gemeinden im Weinsberger Tal sind im Jahr 2006 der Touristikgemeinschaft HeilbronnerLand e. V. beigetreten und werden unter dem Namen HeilbronnerLand touristisch vermarktet. Ein Teil der Gemeinden ist ebenfalls Mitglied im Naturpark Schwäbisch-Fränkischer Wald e. V.
2013 wurde von den Städten und Kommunen Eberstadt, Ellhofen, Erlenbach, Lehrensteinsfeld, Löwenstein, Obersulm, Weinsberg und Wüstenrot, sowie dem Naherholungszweckverband Breitenauer See der Verein Tourismus im Weinsberger Tal e. V. gegründet. Ziel ist es das Weinsberger Tal als eine touristische Destination zu vermarkten.

### Touristische Ziele
Sehenswerte Orte sind die Stadt Weinsberg mit der Burgruine Weibertreu und dem Justinus-Kerner-Haus sowie der staatlich anerkannte Erholungsort Löwenstein mit der Burg Löwenstein. Am Breitenauer See kann man baden, segeln, surfen und Tretboot fahren. Die Gemeinde Erlenbach mit ihrem jährlichen Original Erlenbacher Weinfest (3. Augustwochenende) ist einer der bekanntesten Weinorte in Württemberg.

### Radwege
Durchs Weinsberger Tal laufen zwei überregionale Fernradwege, der Kraichgau-Hohenlohe-Weg und der Burgenstraßen-Radweg.
Zahlreiche ausgeschilderte Tagestouren ermöglichen Sternfahrten von den Fernradwegen aus.

### Museen und Sehenswürdigkeiten
- Burg Löwenstein
- Freihaus mit Manfred-Kyber-Museum in Löwenstein
- Ehemaliges Kloster Lichtenstern bei Löwenstein
- Schul- und Spielzeugmuseum in Obersulm-Weiler
- Synagoge Affaltrach in Obersulm
- Justinus-Kerner-Haus in Weinsberg
- Burgruine Weibertreu in Weinsberg
- Weinbaumuseum in Erlenbach

## Mundart
Im Weinsberger Tal wird Schwäbisch mit Einflüssen des Ostfränkischen gesprochen.